# Campagna della Valle dello Shenandoah (1864)
La campagna della Valle dello Shenandoah del 1864 consistette in una serie di operazioni militari e di battaglie che ebbero luogo in Virginia nel corso della guerra di secessione americana tra il maggio e l'ottobre del 1864. Gli storici militari dividono questo periodo in tre campagne separate, ma si usa considerare tutte e tre le fasi come un unico evento a causa delle loro palesi interazioni.

## Antefatti
All'inizio del 1864, Ulysses S. Grant fu promosso tenente generale e ricevette il comando di tutte le forze armate dell'Unione. Egli scelse come suo quartier generale l'Armata del Potomac, malgrado il maggior generale George G. Meade rimanesse come comandante di quella forza terrestre. Grant lasciò il mag. gen. William Tecumseh Sherman al comando della maggior parte delle forze armate negli Stati del West. Era infatti convinto sostenitore della guerra totale e credeva, con Sherman e il presidente Abraham Lincoln, che solo la più totale disfatta delle forze armate confederate e della loro base economica avrebbe messo fine al conflitto. Quindi, tattiche da terra bruciata sarebbero state richieste in alcuni importanti teatri d'operazione. Egli escogitò una strategia coordinata che avrebbe colpito al cuore la Confederazione da direzioni molteplici: Grant, Meade e il mag. gen. Benjamin Franklin Butler contro l'Armata della Virginia Settentrionale di Robert E. Lee presso Richmond (Virginia); il mag. gen. Franz Sigel per invadere la Vallata dello Shenandoah e distruggere le linee di rifornimento di Lee; Sherman per invadere la Georgia e conquistare Atlanta; il mag. gen. Nathaniel Prentiss Banks per conquistare Mobile (Alabama).

## Le tre campagne della Valle del 1864

### La campagna di Lynchburg (maggio – giugno 1864)

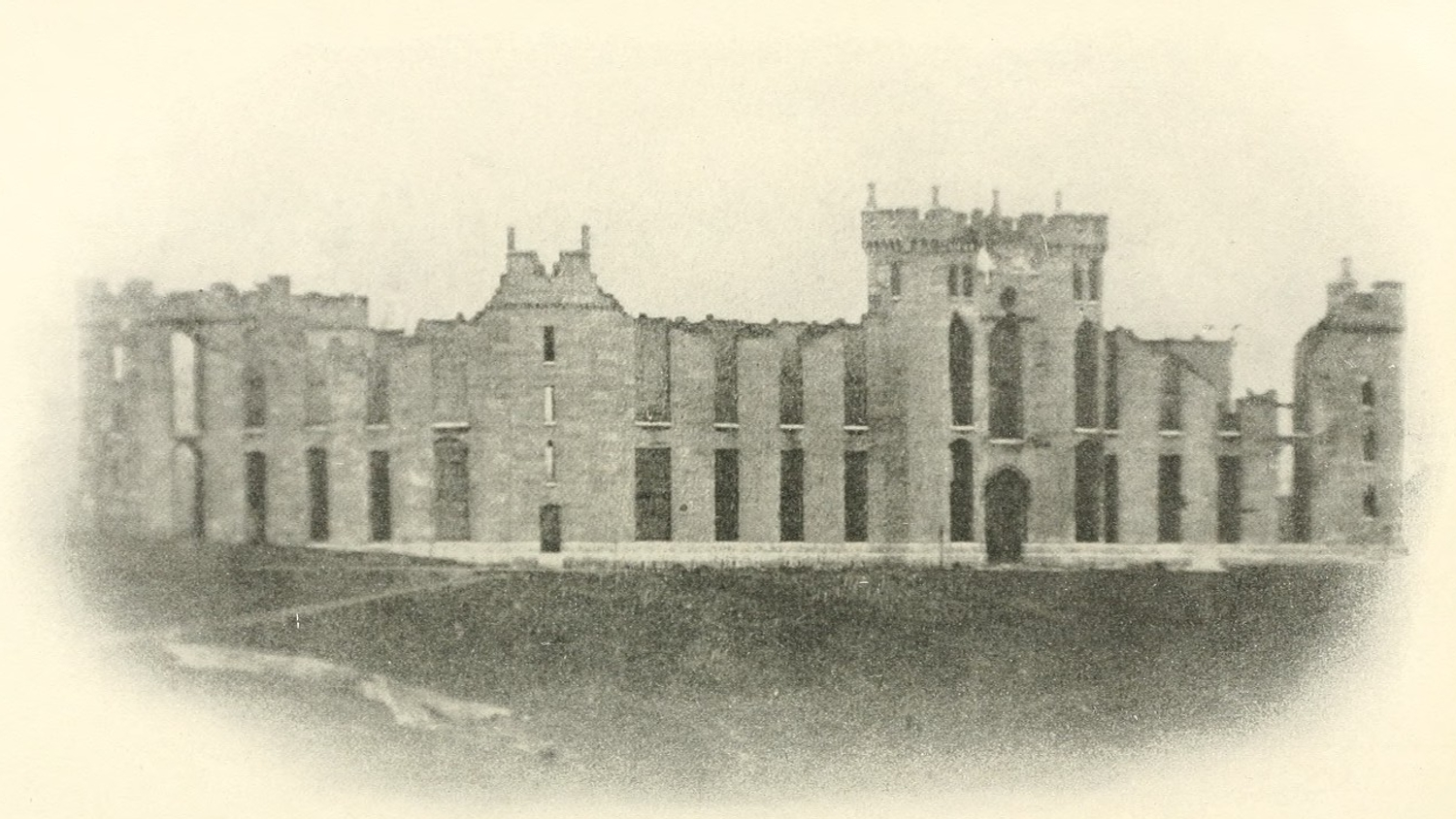
Le rovine del Virginia Military Institute dopo l'incursione di Hunter nel 1864.

La prima campagna partì con l'invasione pianificata da Grant, condotta da Sigel. Sigel era al comando del Dipartimento del Virginia Occidentale e gli ordini ricevuti da Grant erano di muovere "su per la valle" (i.e., a sud-ovest delle più alte elevazioni) con 10 000 uomini per distruggere lo snodo ferroviario di Lynchburg (Virginia).
- Battaglia di New Market (15 maggio)

Sigel fu intercettato da una forza di 4 000 uomini, comandati dal Mag. Gen. confederato John C. Breckinridge e fu sconfitto. Breckinridge, seppur riluttante, fu costretto ad impiegare attivamente i cadetti dell'Istituto Militare della Virginia, oltre 250 ragazzi dai 16 ai 21 anni, che diedero un contributo fondamentale per la vittoria confederata. Sigel ritirò le truppe a Strasburg (Virginia) e fu sollevato dall'incarico da Grant e sostituito dal Mag. Gen. David Hunter, che più tardi dette alle fiamme il Virginia Military Institute come rappresaglia per le azioni condotte gagliardamente dai cadetti di quell'Istituto.
- Battaglia di Piedmont (5 giugno – 6 giugno)

Hunter riprese l'offensiva delle forze unioniste e sconfisse William E. "Grumble" Jones, che fu ucciso in combattimento. Hunter occupò Staunton (Virginia) ed iniziò ad avanzare su Lynchburg, distruggendo postazioni militari e proprietà pubbliche lungo la marcia.
- Battaglia di Lynchburg (17 giugno – 18 giugno)

Hunter aveva progettato di distruggere l'importante centro ospedaliero e nodo ferroviario di Lynchburg, tagliando così le linee di rifornimento confederate. Tuttavia, rallentato dalla mancanza di rifornimenti ed in inutile attesa di rinforzi unionisti (che non arrivarono perché sconfitti nella battaglia di Trevilian Station, diede modo alle unità confederate al comando di Early di riunirsi con le truppe di Breckinridge. Hunter fu costretto ad arretrare attraverso il West Virginia. La vittoria di Lynchburg aprì ad Early la strada verso il Maryland e Washington.
| Battaglia               | Luogo                           | Data              | Esito                | Comandanti ed Effettivi Unione | Comandanti ed Effettivi CSA      | Perdite Unione | Perdite CSA | Note |
| ----------------------- | ------------------------------- | ----------------- | -------------------- | ------------------------------ | -------------------------------- | -------------- | ----------- | ---- |
| Battaglia di New Market | Contea di Shenandoah (Virginia) | 15 maggio 1864    | vittoria confederata | Franz Sigel 6 275              | John C. Breckinridge 4 090       | 840            | 540         |      |
| Battaglia di Piedmont   | Contea di Augusta (Virginia)    | 5-6 giugno 1864   | vittoria dell'Unione | David Hunter 7 800             | William E. Jones † 5 600         | 863            | 1 488       |      |
| Battaglia di Lynchburg  | Lynchburg (Virginia)            | 17-18 giugno 1864 | vittoria confederata | David Hunter                   | Jubal Early John C. Breckinridge |                |             |      |

### Incursione di Early e operazioni contro la Ferrovia Baltimore and Ohio (giugno – agosto 1864)
Robert E. Lee fu informato dell'avanzata di Hunter nella Valle, che minacciava fortemente le linee ferroviarie e i rifornimenti per le forze basate in Virginia. Inviò i corpi di Jubal Early per spazzar via le forze dell'Unione dalla Valle e, se possibile, minacciare Washington, nella speranza di costringere Grant a frammentare le sue forze contro Lee attorno a Petersburg (Virginia). Early operava all'ombra di Thomas J. "Stonewall" Jackson, la cui Campagna della Vallata del 1862 contro forze superiori è diventata leggendaria nella storia della Confederazione. Early ebbe un buon avvio. Penetrò nella Valle senza incontrare opposizione, oltrepassò Harper's Ferry in West Virginia, attraversò il fiume Potomac e avanzò all'interno del Maryland. Grant spedì un corpo al comando di Horatio G. Wright e altre truppe ancora sotto George Crook per rafforzare Washington e inseguire Early.
- Battaglia di Monocacy Junction (9 luglio)

Conosciuta anche come Battaglia di Monocacy. Con le truppe nordiste dispiegate attorno a Petersburg, e nell'incertezza di quale fosse il reale obiettivo dell'incursione confederata, una piccola forza comandata da Lew Wallace, composta per quasi il 50% da "uomini dei cento giorni" (volontari unionisti in ferma temporanea, senza esperienza di battaglia), dovette affrontare l'esercito di Early presso Frederick (Maryland) per consentire di approntare le difese di Washington e Baltimora. Lo scontato sacrificio degli uomini dell'Unione costò a Early la perdita di una giornata di marcia. Con le difese sguarnite di Washington e la meta a solo 35 miglia, il ritardo confederato fu decisivo ai fini della campagna.
- Battaglia di Fort Stevens (11 luglio – 12 luglio)

Early attaccò senza successo un fortino sul perimetro difensivo nord-occidentale di Washington e, convintosi dell'impossibilità delle presa della capitale, arretrò in Virginia. Alla battaglia furono presenti, su fronti opposti, Lincoln e Breckinridge, avversari politici nelle presidenziali del 1860.
- Incrocio di Heaton (16 luglio)

La cavalleria unionista attaccò i rifornimenti di Early appena i Confederati si ritirarono attraverso la Loudoun Valley in direzione delle Blue Ridge Mountains. Numerose piccole azioni di cavalleria ebbero luogo lungo tutta la giornata, dal momento che i Federali seguitarono a tentare di infastidire la colonna di Early.
- Battaglia di Cool Spring (17 luglio – 18 luglio)

Conosciuta anche come "il traghetto di Snicker" (Snicker's Ferry). Per coprire le retrovie, tallonate da Crook e Wright, Early attese il nemico al guado del fiume Shenandoah. Wright, credendo di trovarsi davanti solo alcuni picchetti di retroguardia, diede ordine di attaccare senza i dovuti sopralluoghi. Solo la mancanza di coordinamento dei confederati e l'impiego tattico del terreno da parte del colonnello nordista Joseph Thoburn impedirono che la sconfitta unionista si trasformasse in una disfatta e le perdite furono contenute.
- Battaglia di Rutherford's Farm (20 luglio)

Early, per continuare la ritirata verso la più sicura Strasburg, lasciò a copertura nella città di Winchester una divisione al comando di Stephen Dodson Ramseur con l'ordine tassativo di rimanere in posizione difensiva. Ramseur, contravvenendo agli ordini, decise di attaccare la divisione unionista guidata da William W. Averell subendo una dura sconfitta. Sebbene l'arretramento di Early non subì ritardi, la vittoria unionista fu importante per il morale delle inesperte truppe nordiste, dopo una lunga serie di battute d'arresto.
- Seconda battaglia di Kernstown (24 luglio)

Wright, pensando di aver posto fine alla minaccia di Early, diresse le sue truppe verso Petersburg per riunirsi con il Generale Grant. Early, venuto a sapere dei piani di Wright da alcuni prigionieri, lo aggredì a Kernstown. Buona parte delle truppe confederate venne nascosta in un bosco, e quando le truppe unioniste si resero conto della trappola fu ormai troppo tardi. Gli uomini di Crook furono messi in rotta, fuggendo attraverso le strade e le campagne di Winchester. Early le inseguì, dando alle fiamme Chambersburg in Pennsylvania, per rappresaglia per la precedente distruzione operata da Hunter nella Valle. La vittoria confederata segnò la liberazione della Valle dello Shenandoah.
- Battaglia di Folck's Mill (1º agosto)

Conosciuta anche come Battaglia di Cumberland. Piccola battaglia non conclusiva di cavalleria in Maryland.
- Battaglia di Moorefield (7 agosto)

Conosciuta anche come Battaglia di Oldfields. La cavalleria confederata aveva agito indisturbata nel saccheggio di Chambersburg, poi incendiata, perché Averell aveva messo la sua divisione a difesa di un possibile raid a Baltimora. Tornato nella Virginia Occidentale, il generale unionista pianificò un attacco notturno a sorpresa che ebbe grande successo nonostante l'inferiorità numerica e costituì un durissimo colpo alla cavalleria confederata (38 ufficiali catturati).
| Battaglia                      | Luogo                                  | Data              | Esito                                                         | Comandanti ed Effettivi Unione          | Comandanti ed Effettivi CSA               | Perdite Unione | Perdite CSA | Note |
| ------------------------------ | -------------------------------------- | ----------------- | ------------------------------------------------------------- | --------------------------------------- | ----------------------------------------- | -------------- | ----------- | --- |
| Battaglia di Monocacy Junction | Contea di Frederick (Maryland)         | 9 luglio 1864     | vittoria tattica confederata, vittoria strategica dell'Unione | Lew Wallace 5 800                       | Jubal A. Early 14 000                     | 1 294          | 700-900     | la sconfitta nordista diede il tempo di organizzare la difesa di Washington                                                                                      |
| Battaglia di Fort Stevens      | Washington                             | 11-12 luglio 1864 | vittoria dell'Unione                                          | Alexander McD. McCook Horatio G. Wright | Jubal A. Early                            | 373            | 500         | rappresenta l'unico caso nella storia in cui un presidente statunitense in carica è stato sotto il fuoco nemico in combattimento                                 |
| Incrocio di Heaton             | Contea di Loudoun (Virginia)           | 16 luglio 1864    | inconcludente                                                 | Alfred N. Duffie                        | John C. Breckinridge Bradley T. Johnson   |                |             | |
| Battaglia di Cool Spring       | Contea di Clarke (Virginia)            | 17-18 luglio 1864 | vittoria confederata                                          | Horatio G. Wright Joseph Thoburn 4 000  | John C. Breckinridge Jubal A. Early 3 000 | 422            | 397         | |
| Battaglia di Rutherford's Farm | Contea di Frederick (Virginia)         | 20 luglio 1864    | vittoria dell'Unione                                          | William W. Averell 2 350                | Stephen D. Ramseur 3 300                  | 220            | 450         | |
| Seconda battaglia di Kernstown | Contea di Frederick (Virginia)         | 24 luglio 1864    | vittoria confederata                                          | George Crook 14 000                     | Jubal A. Early 16 200                     | 1 200          | 200         | |
| Battaglia di Folck's Mill      | Contea di Allegany (Maryland)          | 1º agosto 1864    | inconcludente                                                 | Benjamin F. Kelley 3 divisioni          | Jubal Early 2 brigate                     | 38             |             | |
| Battaglia di Moorefield        | Contea di Hardy (Virginia occidentale) | 7 agosto 1864     | vittoria dell'Unione                                          | William Averell 1 760                   | John McCausland 3 000                     | 42             | 488         | nonostante il rapporto di forze sfavorevole, la cavalleria unionista attaccò nella notte, cogliendo di sorpresa i confederati che videro 38 ufficiali catturati. |

### Campagna della Valle di Sheridan (agosto – ottobre 1864)
Grant perse infine la pazienza per le azioni di Early, in particolare per il suo incendio di Chambersburg, e sapeva che Washington sarebbe rimasta vulnerabile qualora Early fosse ancora rimasto libero di agire. Trovò un nuovo comandante abbastanza aggressivo da sconfiggere Early: Philip Sheridan, il comandante di cavalleria dell'Armata del Potomac, cui fu dato il comando di tutte le forze dell'area, ribattezzate Armata dello Shenandoah. Sheridan all'inizio si mise in moto lentamente, innanzi tutto perché le imminenti elezioni presidenziali del 1864 esigevano un approccio cauto, per impedire ogni disastro militare che avrebbe potuto condurre alla sconfitta di Abraham Lincoln.
- Battaglia di Guard Hill (16 agosto)

Altrimenti nota come Battaglia di Front Royal o Cedarville. Forze confederate al comando di Richard H. Anderson furono inviate da Petersburg per rafforzare Early. La divisione di cavalleria unionista del Brig. Gen. Thomas C. Devin sorprese la brigata confederata del Brig. Gen. William T. Wofford durante l’attraversamento dello Shenandoah, catturando circa 300 soldati. I Confederati radunarono le loro forze e avanzarono sostenute dall'artiglieria posizionata a Guard Hill, respingendo progressivamente indietro gli uomini di Devin verso Cedarville. La battaglia fu non conclusiva.
- Battaglia di Summit Point (21 agosto)

Anche nota come Battaglia di Flowing Springs o Cameron's Depot. Early e Anderson impegnarono Sheridan presso Charles Town (West Virginia). Sheridan si ritirò combattendo.
- Battaglia di Smithfield Crossing (25 agosto – 29 agosto)

Due divisioni confederate attraversarono Opequon Creek e obbligarono una divisione di cavalleria dell'Unione ad arretrare su Charles Town. L'avanzata della fanteria di Early fu fermata da un contrattacco nordista.
- Battaglia di Berryville (3 settembre – 4 settembre)

Impegno minore, in cui Early tentò di fermare la marcia di Sheridan nella Valle. Early arretrò da Opequon Creek quando capì che si trovava in una posizione infelice per attaccare tutte le forze di Sheridan.
- Battaglia di Opequon (19 settembre)

Altrimenti conosciuta come la Terza battaglia di Winchester. Fu il più sanguinoso scontro della Campagna della Valle dello Shenandoah, con oltre 8 000 perdite. Early sbagliò nel ritenere che un mancato attacco frontale di Sheridan stesse a significare un comportamento timoroso di quest'ultimo, e dislocò le truppe confederate su un vasto territorio tra Martinsburg a Winchester. Accortosi della dispersione delle forze avversarie, Sheridan decise per un immediato attacco a Winchester, già sede di 2 importanti vittorie sudiste. Early richiamò velocemente i suoi uomini, ma si trovò a fronteggiare l'Armata dello Shenandoah, forte di 40 000 uomini, con i soli 12 000 dell'Esercito della Valle. L'attacco frontale nordista fu in un primo momento fermato dall'artiglieria confederata, ma la superiorità numerica dei Federali e gli sforzi compiuti anche a fronte di grosse perdite costrinsero Early al ritiro. La vittoria di Opequon aprì le porte ai successivi trionfi dell'Unione nel corso della Campagna.
- Battaglia di Fisher's Hill (21 settembre – 22 settembre)

Sheridan colpì Early in un attacco di fianco condotto alle prime luci dell'alba, mandando in rotta i Confederati con modeste perdite da parte sua. Early si ritirò su Waynesboro (Virginia).
Con Early fuori uso e bloccato, la Valle era aperta alle forze dell'Unione. La conquista di Sherman di Atlanta sembrava inoltre aver garantito la rielezione di Lincoln. Sheridan si spinse avanti lentamente nella Valle e condusse una tattica da "terra bruciata" che prefigurava in qualche misura la "Marcia verso il mare di Sherman" del successivo novembre. L'obiettivo era quello di impedire alla Confederazione di assicurarsi i mezzi per rifornire le sue forze armate in Virginia, e l'esercito di Sheridan realizzò quell'obiettivo senza la minima pietà, incendiando i raccolti, i granai, i mulini e le fattorie.
- Battaglia di Tom's Brook (9 ottobre)

Appena Early cominciò a tallonare Sheridan, la cavalleria unionista mise in rotta due divisioni della cavalleria confederata.
- Battaglia di Cedar Creek (19 ottobre)

Seguendo gli incitamenti di Lee, con un brillante attacco notturno a sorpresa, Early mise in rotta due terzi dell'esercito dell'Unione, catturando oltre 1000 prigionieri e 18 cannoni. La mossa avrebbe potuto trasformarsi in una decisiva vittoria confederata, Early commise, tuttavia, l'errore fatale di ritenere definitivo il ritiro dei Federali, e rinunciò ad inseguire le truppe del Mag. Gen. Horatio G. Wright che si raccolsero in posizione difensiva presso Middletown. Sheridan udì da Winchester gli echi dell'artiglieria e corse velocemente a sostegno dei suoi uomini. Le truppe confederate, affamate, esauste ed impegnate a saccheggiare l'accampamento unionista, non fermarono l'arrivo dei rinforzi nordisti. Sheridan, in breve tempo, riprese il controllo delle sue truppe e sgominò in modo decisivo Early, catturando centinaia di prigionieri, 43 cannoni, e i rifornimenti confederati.
Avendo realizzato la sua missione di neutralizzare Early e di mettere fuori gioco l'economia della Valle, indispensabile a rifornire la Confederazione, Sheridan tornò ad assistere Grant a Petersburg. Il successo unionista nella Campagna costituì un passo decisivo per la rielezione di Lincoln. Molti degli uomini dei corpi di Early raggiunsero Lee a Petersburg in dicembre, mentre Early rimaneva al comando di una forza scheletrica di cavalleria. La sua azione finale fu la sua disfatta nella battaglia di Waynesboro del 2 marzo 1865, dopo la quale Lee lo rimosse dal comando dal momento che il governo confederato e l'opinione pubblica avevano perso la loro fiducia in lui.
| Battaglia                        | Luogo                                                 | Data            | Esito                | Comandanti ed Effettivi Unione | Comandanti ed Effettivi CSA        | Perdite Unione | Perdite CSA | Note                          |
| -------------------------------- | ----------------------------------------------------- | --------------- | -------------------- | ------------------------------ | ---------------------------------- | -------------- | ----------- | ----------------------------- |
| Battaglia di Guard Hill          | Contea di Warren (Virginia)                           | 16 agosto       | inconcludente        | Thomas C. Devin                | William Wofford                    | 71             | 480         |                               |
| Battaglia di Summit Point        | Summit Point (Virginia Occidentale)                   | 21 agosto       | inconcludente        | Philip Sheridan                | Richard H. Anderson Jubal A. Early |                |             | complessivamente 1000 perdite |
| Battaglia di Smithfield Crossing | Contee di Berkeley e Jefferson (Virginia Occidentale) | 25–29 agosto    | inconcludente        | Wesley Merritt                 | Jubal A. Early                     |                |             | complessivamente 300 perdite  |
| Battaglia di Berryville          | Contea di Clarke (Virginia)                           | 3–4 settembre   | inconcludente        | George Crook 2 divisioni       | Richard H. Anderson una divisione  | 314            | 295         |                               |
| Battaglia di Opequon             | Winchester (Virginia)                                 | 19 settembre    | vittoria dell'Unione | Philip Sheridan 40 000         | Jubal A. Early 12 000              | 5 020          | 3 610       |                               |
| Battaglia di Fisher's Hill       | Contea di Shenandoah (Virginia)                       | 21–22 settembre | vittoria dell'Unione | Philip Sheridan 29 444         | Jubal A. Early 9 500               | 528            | 1 234       |                               |
| Battaglia di Tom's Brook         | Contea di Shenandoah (Virginia)                       | 9 ottobre       | vittoria dell'Unione | Alfred Torbert                 | Jubal A. Early                     |                |             |                               |
| Battaglia di Cedar Creek         | Contee di Frederick Shenandoah e Warren (Virginia)    | 19 ottobre      | vittoria dell'Unione | Philip Sheridan 31 945         | Jubal A. Early 21 000              | 5 665          | 2 910       |                               |